# Vegan Student Association Nijmegen
De Vegan Student Association Nijmegen (afgekort: VSA Nijmegen) is een veganistische studentenvereniging aan de Radboud Universiteit en de HAN University of Applied Sciences in Nijmegen.
VSA Nijmegen heeft als doel om een veganistische gemeenschap op de Nijmeegse campus te onderhouden, maar ook om veganisme verder uit te dragen op de campus.
Sinds september 2018 organiseerden een aantal studenten in Nijmegen maandelijks veganistische potlucks op de campus. Nadat in februari 2019 de gelijknamige zustervereniging in Groningen als eerste veganistische studentenvereniging in Nederland werd opgericht, volgde VSA Nijmegen in augustus 2019 en werd zo de tweede veganistische studentenvereniging in Nederland.